# Antonio José Martínez Palacios
Œuvres principales
Cazadores de Chiclana (1915), Sonata castellana (1921), Poemas de juventud (1921), Sinfonia castellana, Minatchi (1925), Himno a Castilla (1929), Danzas burgalesas, El, mozo de mulas, Evocaciones, Suite Ingenua para piano y cuerdas, Marcha para soldados de plomo, Sonata Gallega (1926), Sonata para guitarra (1933), Romancillo Infantil
Antonio José Martínez Palacios, plus connu sous ses deux prénoms Antoine José depuis 1924, est un compositeur et musicien espagnol né à Burgos le 12 décembre 1902 et abattu sur le mont d’Estépar au début de la guerre civile le 11 octobre 1936.
Son esthétique s’ancrant dans une époque marquée par la Génération de 27, ses œuvres se caractérisent par un esprit avant-gardiste ainsi que l’expression d’un « régionalisme musical » via la collecte de mélodies populaires et le travail sur la musique folklorique de sa ville natale s’expliquant par un éloignement géographique des centres de l’élite artistique espagnole (Barcelone, Madrid),.

## Biographie

### Enfance
Antonio José est né à Burgos en décembre 1902 dans une famille d'origine modeste. Son père, Rafael Martínez Calvo, était un maître pâtissier. Sa mère, Angela Palacios Berzosa, est issue d'une famille d'agriculteurs d'Ibeas de Juarros, une ville de la province de Burgos. Cette famille vivant au numéro 15 de la rue de la Sombrería, une ancienne rue de boulangers, est appréciée par le voisinage pour sa simplicité et sa cordialité.
Antonio José ainsi que son frère Julio, né en 1899, orientent leurs vies vers des activités bien différentes de celles traditionnellement pratiquées à la maison. L'aîné devient professeur dans une école publique à Pradoluengo et journaliste. Antonio José, dès son plus jeune âge, manifeste une ferveur particulière pour la musique.

### 1909 - 1936: vie musicale

#### 1909 - 1924: période de formation
Dès l'âge de cinq ans, Antonio José montre des capacités musicales particulières. En 1909, avant même d'avoir sept ans, il prend des cours à l'église Saint-Laurent (es) alors propriété des jésuites. Il y suit les enseignements du maître de chapelle et organiste Julián García Blanco ainsi que du père José María Beobide qui convaincront ses parents de le laisser poursuivre des études de musique.
En 1920, grâce à une bourse du conseil provincial de Burgos, Antonio José part à Madrid pour poursuivre ses études musicales avec Conrado Del Campo et Emilio Vega.

#### 1925 - 1936: des activités musicales diverses
Antonio José passe ensuite deux étés (1925-26) à Paris, également grâce à une bourse de la ville de Burgos.
De 1925 à 1929, Antonio José enseigne également la musique au collège jésuite de Miraflores de El Palo (Málaga). En 1929, il retourne vivre à Burgos où il s'établit jusqu'à sa mort. Il y dirige un chœur nommé l'Orfeón Burgalés (es) avec pour objectif d'entreprendre l'étude et la diffusion de l'une des richesses du peuple : ses propres chansons. Durant cette période, il parcourt la province de Burgos avec son élève Justo Del Río (es) pour y récolter des mélodies populaires.
En 1932, il est nommé membre correspondant aux beaux-arts de Saint-Ferdinand.
Le 23 avril 1936, à l'occasion du Troisième Congrès National de Musicologie se déroulant à Barcelone, il donne une conférence intitulée « La canción popular burgalesa » qui est très bien accueillie par un public composée d'illustres musiciens comme Pablo Casals. Cet évènement confirme son prestige en tant que musicien passionné par le folklore de sa région natale : la Castille. Il explique la difficulté de collecter des mélodies populaires dans un pays où l'on s'obstine souvent à nier l'existence même d'un véritable répertoire de chansons. Son analyse des mélodies populaires de Burgos est, par ailleurs, considérée comme l'évènement central de ce congrès.

### Arrestation et exécution durant la guerre civile espagnole

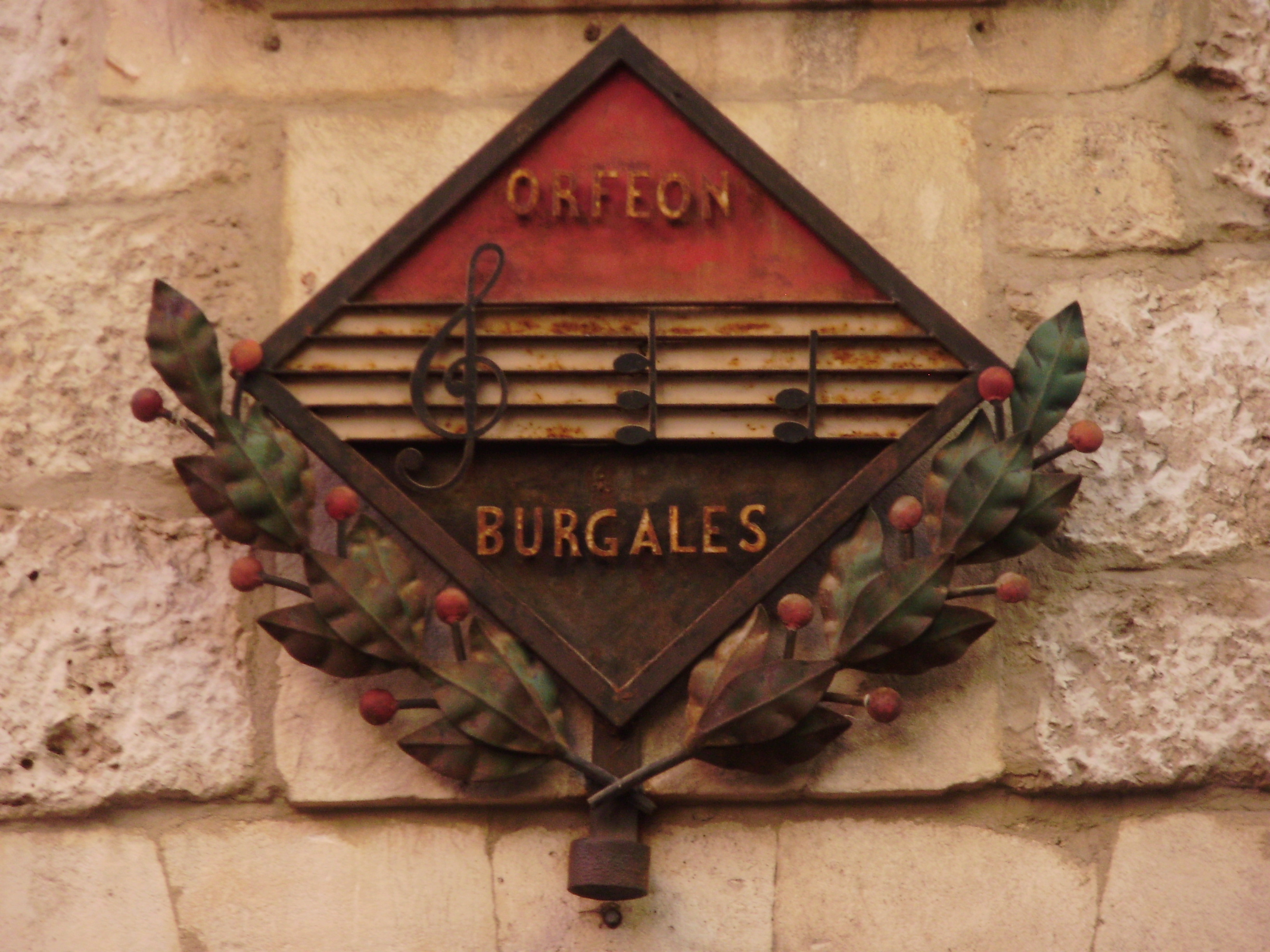
Emblème sur la porte de l'Orfeón Burgalés (photographie, 2013)

En février 1936, la mort de sa tante puis de sa mère marque le début d'une année tragique pour Antonio José qui coïncide avec la victoire du Front populaire.
Le 19 juillet, la garnison de Burgos se soulève. Quelques jours plus tard, Julio, le frère d'Antonio José, est arrêté. Le 6 août 1936, le compositeur est arrêté à son domicile par un groupe armé de phalangistes et emmené en prison près de Burgos. Les causes pouvant être invoquées concernant son arrestation peuvent être nombreuses. En effet, son travail de récupération culturelle et l'élévation de la musique castillane agace les autorités religieuses de la ville. Par ailleurs, la détermination du mouvement fasciste concernant l'élimination des figures de l'avant-garde culturelle aurait pu viser des compositeurs comme Antonio José.
En octobre 1936, Antonio José aurait été conduit sur le mont d'Estépar situé à 20 kilomètres de Burgos pour y être fusillé. Cependant, l'hypothèse d'une évasion de la part du compositeur avant le moment de son hypothétique exécution a été avancée par certains musicologues.

## Œuvre

### 1915 - 1923: compositions de jeunesse
En 1915, alors qu'il a à peine 13 ans, le jeune Antonio José compose sa première œuvre : Cazadores de Chiclana, une partition pour piano. À 16 ans, il décide de se consacrer intégralement à la musique et, à ses 18 ans en 1920, il est un compositeur prolifique ayant écrit plus de 60 œuvres dont la qualité de certaines est reconnue.
Lors de ses années d'études à Madrid, il compose la Sonata Castellana (1921), une œuvre pour piano qui sert de base à sa future Sinfonía Castellana (1923). Il remporte également, en 1921, le premier et unique prix d'un concours avec une composition dont certains pensent qu'il s'agit de Poema de juventud, une œuvre pour piano publiée 2 ans plus tard.

### 1924 - 1929: vers la maturité musicale
En 1924, alors qu'il compose sa Danza de Bufones, il commence à publier ses œuvres en signant un contrat avec Unión Musical Español. Il leur vend pour publication : Poema de juventud, Tres danzas burgalesas para piano et Danza burgalesa final.

La période à Malaga (1925-1929) est sans doute la plus fructueuse pour le musicien de Burgos. Il compose la Danza Burgalesa, nº 4 et la Sonata Gallega (1926), une œuvre pour piano avec laquelle il remporte le premier et unique prix d'un concours en Galice. Les organisateurs refusent à plusieurs reprises de publier l'œuvre en raison du fait que l'auteur n'est pas originaire de Galice. Ce n'est que deux ans plus tard qu'Antonio José réussit à la faire publier par Unión Musical Española.

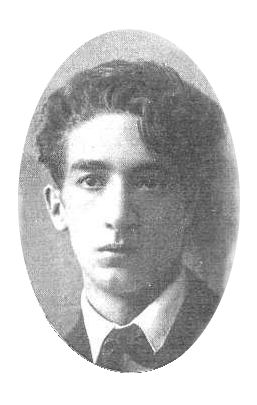
Portrait de Regino Sáinz de la Maza paru dans le magazine Mundo gráfico (photographie, 1920)

### 1929 - 1936: dernières œuvres
À la fin du mois de juin 1929, pendant la fête des saints Pierre et Paul, l'Orfeón (es) donne son premier concert avec une œuvre qu'Antonio José, de retour à Burgos, a lui-même composée un an auparavant : Himno a Castilla qu'il a voulu proposer comme hymne de la République en 1931.
En 1931, il publie Cuatro canciones populares burgalesas, toujours avec Unión Musical Española.
En 1932, il reçoit le Prix national de la musique pour sa Colección de cantos populares burgaleses, un ouvrage d'une grande rigueur scientifique, écrit avec les mélodies que le compositeur a récoltées dans toute la province de Burgos.
Antonio José compose, en 1933, une Sonata para guitarra pour son ami Regino Sáinz de la Maza grâce à qui il a pu intégrer, auparavant, le cercle de la Génération de 27.
le 11 novembre 1934 au Teatro Monumental de Madrid, Antonio José crée deux fragments de son opéra basé sur certains chapitres de Don Quijote : El Mozo de Mulas.  Le Preludio y danza popular, l'ouverture et la danse au milieu du deuxième acte, a été joué par l'Orquesta Sinfónica de Arbós dirigé par le compositeur lui-même. De nombreux critiques musicaux de la presse madrilène se sont fait l'écho de cette première en termes élogieux.

## Postérité

### 1936 - 1971: période de censure

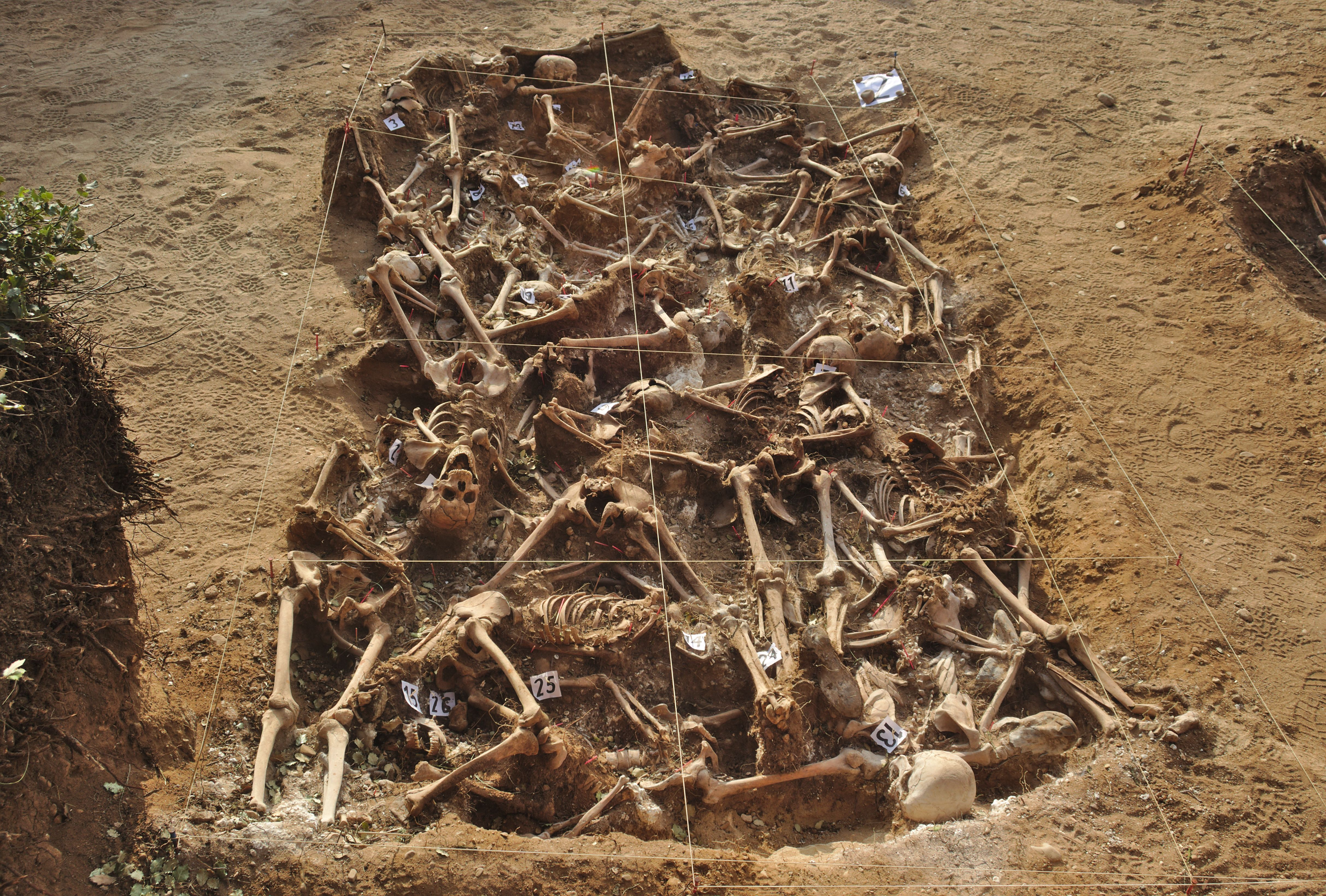
Fosse commune découverte à Estépar (photographie, 2014)

Après l'hypothétique assassinat d'Antonio José en octobre 1936, la musique de ce compositeur connut une véritable censure de la part du régime franquiste. Très peu de personnalités influentes osèrent élever la voix pour défendre l'artiste de Burgos. En 1953, le critique musical Adolfo Salazar (es) ne mentionne Antonio José qu'en parlant de musiciens qui, pour des raisons différentes, ont subi une répression du point de vue de leurs bibliographies.
En effet, la censure franquiste ne s'est pas limitée à écarter des passages musicaux ou des titres spécifiques du compositeur, mais a tenté de l'effacer de l'histoire, en interdisant le souvenir de sa vie dans son intégralité.

### 1971 - 2021: réhabilitation progressive
En 1971, l'écrivain de Burgos Santiago Rodríguez Santerbás consacre, pour la première fois, un article à la défense de la figure d'Antonio José dans la revue Triunfo (es) (25 décembre 1971) dans lequel il cite un éloge d'Antonio José fait par Maurice Ravel,.
À partir des années 1980, les contributions bibliographiques apportées par Miguel Ángel Palacios Garoz constitueront une avancée de grande ampleur dans la redécouverte d'Antonio José.
En 2011, l'écrivain de Burgos Óscar Esquivias (en), fait d'Antonio José l'un des personnages principaux de son roman Inquietud en el Paraíso. En 2017, l'opéra El mozo de mulas, achevé par le musicien et compositeur Alejandro Yagüe (es), décédé en août, a été créé à Burgos. Au cours des années 2016 et 2017, le documentaire « Antonio José. Pavana triste » réalisé par Gregorio Méndez et produit par Sergi Gras sur la vie du compositeur de Burgos a été filmé. Un parallèle y est établi entre la vie et la création d'Antonio José, membre presque oublié de la génération musicale de '27 et assassiné au début de la guerre civile, et les mouvements socio-politiques en Espagne durant le premier tiers du XXe siècle. En octobre 2021, à l'occasion de l'hommage rendu à Burgos pour le 85e anniversaire de l'exécution d'Antonio José, certaines parties de Minatchi (1925), un opéra jamais créé du vivant d'Antonio José, ont été jouées au Théâtre principal (es).